# Jules Lekeu
Pour les articles homonymes, voir Lekeu.
Jules Lekeu, né le 15 juin 1862 à Dison et mort le 12 mars 1933 à Bruxelles fut un homme politique socialiste belge.
Jules Lekeu est né au sein d'une famille aux fortes convictions démocratiques de la vallée de la Vesdre, il fut d'abord journaliste, rédacteur du Peuple (1895). Il fut fondateur de L'Avenir de Schaerbeek, feuille socialiste locale. Lekeu fut élu conseiller communal socialiste de Schaerbeek (1895-1907), administrateur de la Société intercommunale des eaux dès 1899 (dès 1913 administrateur-délégué et ensuite président); membre du conseil général du parti ouvrier belge entre 1902 et 1924 et sénateur provincial de la province de Hainaut (1911- 1933).
Jules Lekeu est le frère cadet de Léopold Lekeu (1860-1906) qui fut conseiller communal socialiste de Verviers et, à partir de 1900, député permanent de la province de Liège.

## Sources
- Bio sur ODIS
- Le Peuple, organe quotidien de la démocratie socialiste, N°110, édition du 20 avril 1906 : "Mort de Léopold Lekeu"